# Pediobius indicus
Pediobius indicus är en stekelart som beskrevs av Muhammad Sharif Khan 1985. Pediobius indicus ingår i släktet Pediobius och familjen finglanssteklar. Inga underarter finns listade i Catalogue of Life.